# Falling in Between
Falling in Between è il tredicesimo album in studio dei Toto, pubblicato nel 2006 dalla Frontiers Records.

## Il disco
È il primo album di materiale inedito dal precedente Mindfields oltre ad essere il primo in cui figura il tastierista Greg Phillinganes.
Oltre ad uno dei membri storici della band, Joseph Williams, nell'album appaiono numerosi ospiti: il sassofonista Tom Scott, il flautista Ian Anderson dei Jethro Tull e tre musicisti costituenti la storica sezione fiati della band Chicago: Lee Loughnane, Walter Parazaider, James Pankow. Dall'album è stato estratto solo il singolo Bottom of Your Soul. L'album viene accolto molto positivamente dalla critica e dal pubblico.

## Tracce
Le canzoni sono state composte da David Paich, Steve Lukather, Bobby Kimball, Simon Phillips e Mike Porcaro eccetto dove indicato.
1. Falling in Between (Paich, Lukather, Kimball, M. Porcaro, Greg Phillinganes, Phillips) – 4:06
2. Dying on My Feet – 6:11
3. Bottom of Your Soul – 6:58
4. King of the World (Kimball, Lukather, Paich, Steve Porcaro, Phillips, M. Porcaro) – 4:04
5. Hooked – 4:36
6. Simple Life (Lukather) – 2:22
7. Taint Your World – 4:01
8. Let It Go (Lukather, Paich, Phillinganes, Phillips, Kimball, M. Porcaro) – 5:00
9. Spiritual Man (Paich) – 5:22
10. No End in Sight – 6:10
11. The Reeferman (Lukather, M. Porcaro, Paich, Phillips) – 1:46

*The Reeferman' è un brano strumentale esclusivo per il mercato giapponese

## Formazione
- David Paich - tastiere e voce
- Steve Lukather - chitarra e voce
- Mike Porcaro - basso
- Simon Phillips - batteria e percussioni
- Bobby Kimball - voce
- Greg Phillinganes - tastiere e voce